# Гектографія

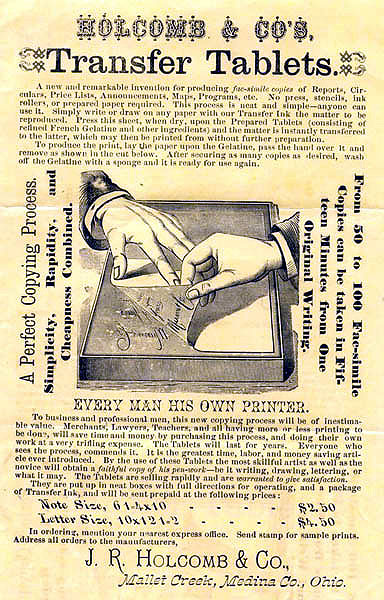
Реклама гектографа, 1876 р.

Гектографія — спосіб друку, заснований на використанні гектографа. Цей вид друку застосовувався для швидкого та дешевого тиражування матеріалів невисокої якості.

## Принцип друку
В цій статті описано два способи гектографічного друку — желатиновий (більш давній) та спиртовий.

### Желатинова гектографія
Для желатинової гектографії зазвичай застосовують пласкі гектографи у вигляді ящика, котрий наповнений сумішшю, зготованою із однієї частини желатину, чотирьох частин гліцерину та двох частин води. Маса застигає в металевих ящиках. Рукопис, писаний аніліновим чорнилом, щільно прикладають до маси і через декілька хвилин у ній з'являється відтиск, який копіюється на паперові листки, що прикладаються до маси.
Гектограф дає до 100 відтисків (звідси його й назва), однак тільки перші 30-50 мають високу чіткість. Після змивання відтиску мокрою губкою гектограф знову придатний для використання. За часи свого використання гектографи були значно вдосконалені та використовувались в малій (оперативній) поліграфії для швидкого розмноження друкованої продукції з невисокими вимогами до якості відтисків. Для зміцнення желатинової маси до неї додавали столярний клей. Використовуючи різні сорти паперу, котрі по-різному вбирають чорнила, тираж з одного рукопису вдавалось доводити до 200 екземплярів. Спочатку відтиски робили на глянцевому папері, що мало вбирає чорнила, при зменшенні якості відтиску брали папір із ліпшими вбиральними властивостями і т. д.
Винайдений в Росії в М. І. Алісовим 1869 році, був витіснений більш досконалими конструкціями, наприклад, шапірографом. Гектограф часто використовувався революційними організаціями XIX—XX століть на території Російської імперії для тиражування підпільної літератури та листівок. За допомогою цього пристрою розповсюджувала свою продукцію Група УСД.
Широкого розповсюдження набув гектограф в 1960-ті роки у євангельських християн-баптистів, які розповсюджували нелегально свою продукцію до появи в них так званого «чорного друку» в 1967 році.
Гектографські тексти розмножувались в різних регіонах СРСР копіюванням з першого рукописного оригіналу. Вся ця діяльність вимагала глибокої конспірації та великої мережі співробітників і читачів.

### Спиртова гектографія
Форма для друку виготовляється на папері, обробленому крейдою шляхом перенесення на неї за допомогою спеціального копіювального паперу дзеркального зображення документа. Друк виконується на гектографах шляхом зволоження паперу спиртом і контактного перенесення тонкого шару фарби із форми на цей папір. З однієї форми для друку можна отримати 100—200 відтисків. Гектографічний друк застосовувався при невеликому тиражуванні 25-250 екземплярів.
Переваги цього виду друку — можливість кольорового друку, низька вартість витратних матеріалів.
Недоліки — низька якість копій і їх пошкодження з часом.